# Steam Awards
Los Steam Awards es un evento anual votado por usuarios sobre videojuegos distribuidos por el servicio de Steam de Valve. Comenzó en 2016, coincidiendo los periodos de nominación y de votación de videojuegos con las rebajas anuales de otoño e invierno en Steam, centradas en torno a las vacaciones de Acción de Gracias y Navidad.

## Formato
Los Steam Awards se seleccionan en dos fases. En la primera fase, Valve selecciona un número de categorías, las cuales son atípicas respecto a las usadas en otro premios de videojuegos, y permite a cualquier usuario registrado en Steam seleccionar un juego disponible en Steam para esa categoría. Después, Valve revisa las nominaciones y selecciona los cinco videojuegos más votados para una votación final. Estas nominaciones se presentan a los usuarios de Steam, dándoles la oportunidad de votar en cada categoría. Tras esto, Valve anuncia los ganadores. Los periodos de nominación y votación de videojuegos coinciden con las rebajas anuales de otoño e invierno en Steam, centradas en torno a las vacaciones de Acción de Gracias y Navidad.

## Premios
A continuación se muestran todos los videojuegos nominados y ganadores de cada año, desde la primera entrega hasta la actualidad. Los ganadores se listan en primera posición y en negrita.

### 2016
El proceso de nominación tuvo lugar del 23 al 29 de noviembre, y la votación, del 22 al 30 de diciembre de 2016, anunciándose los ganadores el 31 de diciembre. Los premios recibieron alrededor de 15 millones de nominaciones.
| Premio al "Villano más necesitado de un abrazo"                                                                  | Premio "Pensaba que este juego era genial antes de que ganara un premio"                                 |
| --- | --- |
| - Portal 2 - Borderlands 2 - Dead by Daylight - Far Cry 3 - Far Cry 4                                            | - Euro Truck Simulator 2 - Paladins - Starbounds - Stardew Valley - Unturned                             |
| Premio "Prueba de tiempo"                                                                                        | Premio "Solo 5 minutos más"                                                                              |
| - The Elder Scrolls V: Skyrim - Age of Empires II HD - Sid Meier's Civilization V - Team Fortress 2 - Terraria   | - Counter-Strike: Global Offensive - Rocket League - Sid Meier's Civilization VI - Fallout 4 - Terraria  |
| Premio "¡Whoooaaaaaa, tio!"                                                                                      | Premio "Juego dentro de un juego"                                                                        |
| - Grand Theft Auto V - BioShock Infinite - Doom - Metal Gear Solid V: The Phantom Pain - The Witcher 3: Wil Hunt | - Grand Theft Auto V - Garry's Mod - The Stanley Parable - Tabletop Simulator - The Witcher 3: Wild Hunt |
| Premio "No estoy llorando, hay algo en mi ojo"                                                                   | Premio al "Mejor uso de un animal de granja"                                                             |
| - The Walking Dead - Life is Strange - To the Moon - This War of Mine - Undertale                                | - Goat Simulator - ARK: Survival Evolved - Blood and Bacon - Farming Simulator 17 - Stardew Valley       |
| Premio "Boom Boom (creado por la comunidad)                                                                      | Premio "Relación de amor/odio" (creado por la comunidad)                                                 |
| - Doom - BroForce - Just Cause 3 - Keep Talking and Nobobdy Explodes - Kerbal Space Program                      | - Dark Souls III - Darkest Dungeon - Dota 2 - Geometry Dash - Super Meat Boy                             |
| Premio "Siéntate y relájate" (creado por la comunidad)                                                           | Premio "Mejor con amigos" (creado por la comunidad)                                                      |
| - Euro Truck Simulator 2 - Abzu - Cities Skylines - Mini Metro - Viridi                                          | - Left 4 Dead 2 - Don't Starve Together - Gang Beasts - Golf with Your Friends - Magicka                 |

### 2017
El proceso de nominación tuvo lugar del 22 al 28 de 2017, mientras que la votación fue del 20 de diciembre al 2 de enero de 2018. Los ganadores se anunciaron el 3 de enero.
| Premio "Las elecciones importan" | Premio "Espaguetis de mamá"                                                                                               |
| --- | --- |
| - The Witcher 3: Wild Hunt - Dishonored 2 - Divinity: Original Sin 2 - Life Is Strange: Before the Storm - The Walking Dead: A New Frontier | - PlayerUnknown's Battlegrounds - Alien: Isolation - The Evil Within 2 - Outlast 2 - Resident Evil 7: Biohazard           |
| Premio "Obra de amor" | Premio "Suspensión de incredulidad"                                                                                       |
| - Warframe - Crusader Kings II - Team Fortress 2 - Titan Quest - Path of Exile                                                              | - Rocket League - Goat Simulator - Saints Row IV - South Park: The Fractured but Whole - Wolfenstein II: The New Colossus |
| Premio "El mundo ya es lo suficientemente sombrío, llevémonos todos bien"                                                                   | Premio "Sin disculpas" |
| - Stardew Valley - Abzû - Cities: Skylines - Slime Rancher - To The Moon                                                                    | - The Witcher - HuniePop - Gothic II - Mount & Blade: Warband - Rust                                                      |
| Premio "Desafía la descripción" | El premio 'Llora estragos y deja escapar a los perros de la guerra"                                                       |
| - Garry's Mod - Antichamber - Doki Doki Literature Club - Pony Island - The Stanley Parable                                                 | - Just Cause 3 - Broforce - Middle-earth: Shadow of War - Red Faction: Guerrilla - Total War: Warhammer II                |
| Premio "Me persigue en sueños" | Premio "Alma de Vitruvio"                                                                                                 |
| - Counter-Strike: Global Offensive - Dark Souls III - Dota 2 - Factorio - Sid Meier's Civilization VI                                       | - Rise of the Tomb Raider - Bayonetta - Hellblade: Senua's Sacrifice - I am Bread - Nier: Automata                        |
| Premio "¡Whoooaaaaaa, tio! 2.0" | Premio "Mejor Banda Sonora" (creado por la comunidad)                                                                     |
| - The Evil Within 2 - Antichamber - CPU invaders - Hotline Miami - Luna                                                                     | - Cuphead - Crypt of the Necrodancer - Nier: Automata - Transistor - Undertale                                            |
| Premio "Incluso mejor de lo que esperaba"                                                                                                   | |
| - Cuphead - Assassin's Creed Origins - Call of Duty: WWII - Hollow Knight - Sonic Mania                                                     | |

### 2018
El proceso de nominación comenzó el 21 de noviembre de 2018. Los finalistas se anunciaron en diciembre y los ganadores, durante una transmisión en directo en Steam.tv el 8 de febrero de 2019.
| Premio "Juego del año" | Premio "Juego de realidad virtual del año" |
| --- | --- |
| - PlayerUnknown's Battlegrounds - Monster Hunter: World - Kingdom Come: Deliverance - Hitman 2 - Assassin´s Creed Odyssey | - The Elder Scrolls V: Skyrim VR - VRCchat - Beat Saber - Fallout 4 VR - Superhot VR                                                                       |
| Premio "Obra de amor" | Premio "Mejor desarrolladora" |
| - Grand Theft Auto V - Dota 2 - No Man's Sky - Path of Exile - Stardew Valley                                             | - CD Projekt Red - Bandai Namco Entertainment - Bethesda - Capcom - Digital Extremes - Klei - Paradox Interactive - Rockstar Games - Square Enix - Ubisoft |
| Premio "Mejor entorno" | Premio "Mejor con amigos" |
| - The Witcher 3: Wild Hunt - Subnautica - Shadow of the Tomb Raider - Far Cry 5 - Dark Souls III                          | - Tom Clancy's Rainbow Six Siege - Counter-Strike: Global Offensive - Payday 2 - Dead by Daylight - Overcooked! 2                                          |
| Premio "Mejor historia alternativa"                                                                                       | Premio "Más divertido con una máquina" |
| - Assassin´s Creed Odyssey - Wolfenstein II: El New Colossus - Hearts of Iron IV - Civilization VI - Fallout 4            | - Rocket League - Euro Truck Simulator 2 - Nier: Automata - Factorio - Space Engineers                                                                     |

### 2019
El proceso de nominación comenzó el 26 de noviembre de 2019. Los finalistas se revelaron comenzando por el 11 de diciembre de 2019, con una categoría cada día. A diferencia de años anteriores, la elegibilidad para los premios se limitó por fecha de lanzamiento, nominando solo los videojuegos lanzados después de noviembre de 2018, excepto para la categoría "Obra de amor". Los usuarios pudieron votar desde el 19 al 31 de diciembre, anunciándose los ganadores en el último día.
| Premio "Juego del año"                                                                                       | Premio "Juego de realidad virtual del año"                                                            |
| --- | --- |
| - Sekiro: Shadows Die Twice - Destiny 2 - Devil May Cry 5 - Resident Evil 2 - Star Wars Jedi: Fallen Order   | - Beat Saber - Blade and Sorcery - Borderlands 2 VR - Five Nights at Freddy's: Help Wanted - Gorn     |
| Premio "Obra de amor"                                                                                        | Premio "Mejor con amigos"                                                                             |
| - Grand Theft Auto V - Counter-Strike: Global Offensive - Dota 2 - Tom Clancy's Rainbow Six Siege - Warframe | - DayZ - Age of Empires II: Deffinitive Edition - Dota Underlords - Right of Elysium - Risk of Rain 2 |
| Premio "Jugabilidad más innovadora"                                                                          | Premio al "Juego con argumento excepcional"                                                           |
| - My Friend Pedro - Baba Is You - Oxygen Not Included - Planet Zoo - Sly the Spire                           | - A Plague Tale: Innocence - Disco Elysium - Far Cry New Dawn - Gears 5 - Greedfall                   |
| Premio "Mejor videojuego en el que eres malísimo"                                                            | Premio "Estilo visual excepcional"                                                                    |
| - Mortal Kombat 11 - Vein Code - Hunt: Showdown - Mordhau - Remnant: From the Ashes                          | - Gris - Astroneer - Katana Zero - Subnautica: Below Zero - Total War: Three Kingdoms                 |

### 2020
l proceso de nominación comenzó el 25 de noviembre de 2020, anunciando los ganadores el 3 de enero de 2021. Los nominados para cada categoría se anunciaron diariamente comenzando el 17 de diciembre de 2020. La votación comenzó entre el 22 de diciembre y el 3 de enero.
| Premio "Juego del año"                                                                                                | Premio "Juego de realidad virtual del año"                                                              |
| --- | --- |
| - Red Dead Redemption 2 - Death Stranding - Doom Eternal - Fall Guys - Hades                                          | - Half-Life: Alyx - Phasmophobia - Star Wars: Squadrons - The Room VR: A Dark Matter - Thief Simulator  |
| Premio "Obra de amor"                                                                                                 | Premio "Mejor con amigos"                                                                               |
| - Counter-Strike Global Offensive - Among Us - No Man's Sky - Terraria - The Witcher 3: Wild Hunt                     | - Fall Guys - Borderlands 3 - Deep Rock Galactic - Risk of Rain 2 - Sea of Thieves                      |
| "Estilo visual excepcional"                                                                                           | Premio al juego más innovador                                                                           |
| - Ori and the Will of the Wisps - Battlefield v - Black Mesa - Marvel's Avengers - There Is No Game: Jam Edition 2015 | - Death Stranding - Control - Noita - Superliminal - Teardown                                           |
| Premio "Mejor juego en el que eres malísimo"                                                                          | Premio "Mejor Banda sonora"                                                                             |
| - Apex Legends - Crusader Kings III - FIFA21 - GTFO - Ghostrunner                                                     | - Doom Eternal - Halo: The Master Chief Collection - Helltaker - Need for Speed Heat - Persona 4 Golden |
| Premio "Videojuego con argumento excepcional"                                                                         | Premio "Siéntate y relájate"                                                                            |
| - Red Dead Redemption 2 - Detroit: Become Human - Horizon Zero Dawn - Mafia: Deffinitive Edition - Metro Exodus       | - Los Sims 4 - Factorio - Microsoft Flight Simulator - Satisfactory - Untitled Goose Game               |

### 2021
Se anunciaron los nominados el 22 de diciembre de 2021, comenzando la votación hasta el 3 de enero de 2022.
| Premio "Juego del año"                                                                                               | Premio "Juego de realidad virtual del año" |
| --- | --- |
| - Resident Evil Village - Cyberpunk 2077 - Forza Horizon 5 - New World - Valheim                                     | - Cooking Simulator VR - Blair Witch VR - I Expect You to Die 2: The Spy and the Liar - Medal of Honor: Above and Beyond - Sniper Elite VR                |
| Premio "Obra de amor"                                                                                                | Premio "Mejor con amigos" |
| - Terraria - Apex Legends - Dota 2 - No Man's Sky - Rust                                                             | - It Takes Two - Back 4 Blood - Crab Game - Halo Infinite - Valheim                                                                                       |
| Premio "Estilo visual excepcional"                                                                                   | Premio "Jugabilidad más innovadora" |
| - Forza Horizon 5 - Bright Memory: Infinite - Little Nightmares 2 - Psychonauts 2 - Subnautica: Below Zero           | - Deathloop - 12 Minutes - Inscryption - Loop Hero - Moncage                                                                                              |
| Premio "Mejor juego en el que eres malísimo"                                                                         | Premio "Mejor banda sonora" |
| - Nioh 2 - Age of Empires 4 - Batttlefield 2042 - Naraka: Bladepoint - World War Z: Aftermanth                       | - Marvel's Guardians of the Galaxy - Demon Slayer: Kimetsu no Yaiba - The Hinokami Chronicles - Guilty Gear: Strive - Nier Replicant - Persona 5 Strikers |
| Premio "Videojuego con argumento excepcional"                                                                        | Premio "Siéntate y relájate" |
| - Cyberpunk 2077 - Days Gone - Life Is Strange: True Colors - Mass Effect: Legendary Edition - Resident Evil Village | - Farming Simulator 22 - Dorfromatik - Potion Craft - Townscaper - Unpacking                                                                              |

### 2022
El proceso de nominación tuvo lugar del 22 al 29 de noviembre de 2022. Los nominados se anunciaron el 18 de diciembre de 2022, teniendo lugar el proceso de votación en los días 22-29 de diciembre. Los ganadores se anunciaron el 3 de enero de 2023.
| Premio "Juego del año" | Premio "Juego de realidad virtual del año"                                                                                          |
| --- | --- |
| - Elden Ring - Call of Duty: Modern Warfare II - Dying Light 2 Stay Human - God of War - Stray                                            | - Hitman 3 - Among Us VR - Bonelab - Green Hell VR - Inside the Backrooms                                                           |
| Premio "Obra de amor" | Premio "Mejor con amigos" |
| - Cyberpunk 2077 - Deep Rock Galactic - Dota 2 - No Man's Sky - Project Zomboid                                                           | - Raft - Call of Duty: Modern Warfare II - Monster Hunter Rise - MultiVersus - Ready or Not                                         |
| Premio "Estilo visual excepcional" | Premio "Jugabilidad más innovadora"                                                                                                 |
| - Marvel's Spider-Man: Miles Morales - Bendy and the Dark Revival - Cult of the Lamb - Kena: Bridge of Spirits - Scorn                    | - Stray - Dome Keeper - Mount & Blade II: Bannerlord - Neon White - Teardown                                                        |
| Premio "Mejor juego en el que eres malísimo"                                                                                              | Premio "Mejor banda sonora" |
| - Elden Ring - FIFA 23 - GTFO - Total War: Warhammer III - Victoria 3                                                                     | - Final Fantasy VII Remake Intergrade - Hatsune Miku: Project DIVA MegaMix+ - Metal: Hellsinger - Persona 5 Royal - Sonic Frontiers |
| Premio "Videojuego con argumento excepcional"                                                                                             | Premio "Siéntate y relajate" |
| - God of War - A Plague Tale: Requiem - Marvel's Spider-Man - The Stanley Parable: Ultra Deluxe - Uncharted: Legacy of Thieves Collection | - Lego Star Wars: The Skywalker Saga - Disney Dreamlight Valley - Dorfromantik - PowerWash Simulator - Slime Rancher 2              |
| Premio "Mejor videojuego en movimiento"                                                                                                   | |
| - Death Stranding Director's Cut - Brotato - Marvel Snap - Vampire Survivors - Yu-Gi-Oh! Master Duel                                      | |

### 2023
El proceso de nominación tuvo lugar durante los días 21 y 28 de noviembre de 2023. Se anunciaron los nominados el 17 de diciembre, siendo la votación desde el 21 de diciembre de 2023 hasta el 2 de enero de 2024.
| Premio "Juego del Año"                                                                                  | Premio "Juego de realidad virtual del año"                                                        |
| --- | ------------------------------------------------------------------------------------------------- |
| - Baldur's Gate III - EA Sports FC 24 - Hogwarts Legacy - Lethal Company - Resident Evil 4 Remake       | - Labyrinthine - F1 2023 - Ghosts of Tabor - Gorilla Tag - I Expect You To Die 3                  |
| Premio "Obra de amor"                                                                                   | Premio "Mejor con amigos"                                                                         |
| - Red Dead Redemption 2 - Apex Legends - Dota 2 - Rust - Deep Rock Galactic                             | - Lethal Company - Sunkenland - Sons of the Forest - Warhammer 40,000: Darktide - Party Animals   |
| Premio "Estilo visual excepcional"                                                                      | Premio "Jugabilidad más innovadora"                                                               |
| - Atomic Heart - Darkest Dungeon II - High on Life - Cocoon - Inward                                    | - Starfield - Your Only Move Is Hustle - Remnant 2 - Contraband Police - Shadows of Doubt         |
| Premio "Mejor juego en el que eres malísimo"                                                            | Premio "Mejor banda sonora"                                                                       |
| - Sifu - Lords of the Fallen - Overwatch 2 - EA Sports FC 24 - Street Fighter 6                         | - The Last of Us Part I Remake - Hi-FI Rush - Persona 5 Tactica - Chants of Sennaar - Pizza Tower |
| Premio "Videojuego con argumento excepcional"                                                           | Premio "Siéntate y relájate"                                                                      |
| - Baldur's Gate III - Love Is All Around - Star Wars Jedi Survivor - Lies of P - Resident Evil 4 Remake | - Dave the Diver - Cities Skylines II - Train Sim World 4 - Potion Craft - Coral Island           |
| Premio "Mejor juego en Steam Deck"                                                                      |                                                                                                   |
| - Hogwarts Legacy - Diablo IV - The Outlast Trials - Brotato - Dredge                                   |                                                                                                   |

### 2024
El proceso de nominación se realizó desde el 27 de noviembre al 4 de diciembre de 2024. Los nominados se anunciaron el 17 de diciembre y se abrió el plazo de votaciones desde 19 al 31 de diciembre del mismo año. Los ganadores de los premios se anunciaron el 31 de diciembre.
| Premio "Juego del Año" | Premio "Juego de realidad virtual del año"                                                                                   |
| --- | --- |
| - 'Black Myth: Wukong - Balatro - Helldivers 2 - S.T.A.L.K.E.R. 2: Heart of Chornobyl - Warhammer 40,000: Space Marine 2          | - Metro Awakening VR - Blade and Sorcery - Davigo - Five Nights at Freddy's: Help Wanted 2 - Maestro                         |
| Premio "Obra de amor" | Premio "Mejor con amigos" |
| - Elden Ring - Baldur's Gate III - Dota 2 - No Man's Sky - Stardew Valley                                                         | - 'Helldivers 2 - Palworld - Sons of the Forest - Warhammer 40,000: Space Marine 2 - Satisfactory                            |
| Premio "Estilo visual excepcional"                                                                                                | Premio "Jugabilidad más innovadora"                                                                                          |
| - Silent Hill 2 - Hades II - Metaphor: ReFantazio - Neva - Nine Sols                                                              | - 'Liar's Bar - Balatro - Helldivers 2 - Satisfactory - S.T.A.L.K.E.R. 2: Heart of Chornobyl                                 |
| Premio "Mejor juego en el que eres malísimo"                                                                                      | Premio "Mejor banda sonora"                                                                                                  |
| - Black Myth: Wukong - Dragon Ball: Sparking! Zero - The Finals - Ghost of Tushima: Director's Cut - Tekken 8                     | - Read Dead Redemption - Fate/stay night Remastered - Frostpunk 2 - Horizon Forbidden West: Complete Edition - Silent Hill 2 |
| Premio "Videojuego con argumento excepcional"                                                                                     | Premio "Siéntate y relájate"                                                                                                 |
| - Black Myth: Wukong - S.T.A.L.K.E.R. 2: Heart of Chornobyl - Ghost of Tushima: Director's Cut - Mouthwashing - Final Fantasy XVI | - 'Farming Simulator 25 - House Flipper 2 - Tiny Glade - TCG Card Shop Simulator - Webfishing                                |
| Premio "Mejor juego en Steam Deck"                                                                                                | |
| - God of War: Ragnarök - Balatro - Hades II - Deep Rock Galactic: Survivor - Warhammer 40,000: Rogue Trader                       | |